# Сазерленд-Левесон-Гоуэр, Кромарти, 4-й герцог Сазерленд
Кромарти Сазерленд-Левесон-Гоуэр, 4-й герцог Сазерленд (англ. Cromartie Sutherland-Leveson-Gower, 4th Duke of Sutherland; 20 июля 1851 — 27 июня 1913) — британский аристократ, политик и землевладелец из семьи Левесон-Гоуэр. С 1851 по 1858 год он был известен как лорд Кромарти Сазерленд-Левесон-Гоуэр, с 1858 по 1861 — граф Гоуэр, а с 1861 по 1892 год — маркиз Стаффорд.

## Титулатура
4-й герцог Сазерленд (с 22 сентября 1892 года), 5-й маркиз Стаффорд (с 22 сентября 1892), 6-й виконт Трентам, Стаффордшир (с 22 сентября 1892), 6-й граф Гоуэр (с 22 сентября 1892), 22-й граф Сазерленд (с 22 сентября 1892), 11-й баронет Гоуэр (с 22 сентября 1892), 7-й барон Гоуэр из Ститтенхема, Йоркшир (с 22 сентября 1892 года).

## Предыстория
Родился 21 июля 1851 года в Лондоне. Второй сын Джорджа Сазерленда-Левесона-Гоуэра, 3-го герцога Сазерленда (1828—1892). Его матерью была Энн Хэй-Маккензи (1829—1888), дочь Джона Хэя-Маккензи из Ньюхолла и Кромарти и Энн Гибсон-Крейг. Он получил образование в Итонском колледже . Несмотря на то, что был очень богат, Кромарти Сазерленд забеспокоился, что его земельные владения больше не жизнеспособны. К концу своей жизни он избавился от собственности в Великобритании (например, Трентам-Холл и Стаффорд-хаус) и начал перемещать свое имущество в Канаду. Его политическая приверженность перешла от либеральной партии к консерваторам.

## Военная карьера
Как маркиз Стаффорд, Кромарти Сазерленд поступил в чине корнета во 2-й лейб-гвардейский полк. Он ушел в отставку из регулярной армии в звании лейтенанта в 1875 году. В 1876 году он был назначен капитаном йоменов Стаффордшира и командовал этим полком в звании подполковника с 1891 до 1898 года, после чего он стал его почетным полковником. Кромарти Сазерленд также был подполковником стрелков Сазерленда, добровольческого полка своего герцогского графства в Шотландии, с 1882 по 1891 год. С 1911 года до своей смерти Кромарти Сазерленд был почетным полковником 5-го батальона территориальных войск горцев Сифорта.
Кромарти Сазерленд был президентом Стаффордширской ассоциации территориальных сил с момента образования Территориальных сил в 1908 году.

## Политическая карьера
Кромарти Сазерленд заседал в Палате общин Великобритании от Сазерленда в 1874—1886 годах. Унаследовав титул пэра своего отца в 1892 году, он стал членом Палаты лордов Великобритании, сидя на скамьях консерваторов. Он также занимал пост мэра Лонгтона, расположенного недалеко от Сток-он-Трента, графство Стаффордшир, в 1895—1896 годах, а с 1898 года был олдерменом этого района.

## Почести
Герцог Сазерленд был назначен кавалером Ордена Подвязки (KG) в списке почестей коронации 1902 года, опубликованном 26 июня 1902 года, и был приглашен королем Эдуардом VII в Букингемский дворец 8 августа 1902 года.

## Спортивные интересы
Герцог какое-то время был мастером фоксхаундов в Северном Стаффордшире.

## Семья
20 октября 1884 года Кромарти Сазерленд женился на леди Миллисент Сент-Клер-Эрскин (20 октября 1867 — 20 августа 1955), дочери Роберта Сент-Клер-Эрскина, 4-го графа Росслина (1833—1890), и Бланш Аделизе Фицрой (1839—1933). У них было четверо детей:
- Леди Виктория Элизабет Сазерленд-Левесон-Гоуэр (5 августа 1885 — 28 января 1888), умерла в детстве.
- Джордж Гренвилл Сазерленд-Левесон-Гоуэр, 5-й герцог Сазерленд (29 августа 1888 — 1 февраля 1963), преемник отца
- Лорд Аластер Сент-Клер Сазерленд-Левесон-Гоуэр (24 января 1890 — 28 апреля 1921), был женат на Элизабет Демарест (бывшей жене Джона Лейшмана-младшего). Их дочерью была Элизабет Сазерленд-Левесон-Гауэр, 24-я графиня Сазерленд.
- Леди Розмари Миллисент Сазерленд-Левесон-Гоуэр (9 августа 1893 — 21 июля 1930). Встречалась с Эдуардом, принцем Уэльским[11], прежде чем в 1919 году выйти замуж за Уильяма Уорда, 3-го графа Дадли (1894—1969). Погибла в авиакатастрофе вместе с Фредериком Гамильтон-Темпл-Блэквудом, 3-м маркизом Дафферином и Авой[англ.].

В 1900 году герцогу Сазерленду принадлежало около 1 358 000 акров (550 000 га) и паровая яхта Catania, которая была зафрахтована некоторыми из сверхбогатых той эпохи.
Герцог умер в замке Данробин в Сазерленде 27 июня 1913 года в возрасте 61 года и был похоронен в Данробине.